# Ciril Sedej
Ciril Sedej, slovenski rimskokatoliški duhovnik in narodni delavec, * 10. april 1888, Cerkno, † 1. februar 1968, Gorica.

## Življenje in delo
Rodil se je očetu Antonu in materi Marijani (rojeni Rojc). Ljudsko šolo je obiskoval v rojstnem kraju, gimnazijo pa v Gorici, kjer je leta 1907 tudi maturiral. Po končani gimnaziji je do leta 1910 na Dunaju študiral pravo, jeseni 1910 pa se prepisal na goriško bogoslovje in bil tu 10. julija 1914 posvečen v duhovnika. Kot kaplan je do 1917 služboval v Braniku in Cerknem, nato je bil župnik v Kojskem (1918–1920), kurat v Števerjanu (1920–1923), župnik v Podsabotinu (1923–1931) ter do upokojitve leta 1961 župnik v Števerjanu. Sedej je v vseh krajih kjer je služboval skrbel za versko poglobitev svojih faranov: ustanovil je Marijino družbo, organiziral ljudske misijone, skrbel za mladino, dijake in semeniščnike, ki jim je bil voditelj in mecen. V obdobju fašističnega nasilja je doživljal hude napade in obtožbe protidržavnega delovanja, zaradi katerih se je moral večkrat zagovarjati na goriški kvesturi. Prav tako je preživljal težke čase med drugo svetovno vojno, toda vedno je ostal s svojimi farani in s svojim posredovanjem pri oblasteh marsikateremu rešil življenje. 
Sedejev lik je značilen primer duhovnika polpretekle primorske zgodovine, ki so razumeli znamenje časa in so se prav zaradi tega ukvarjali ne samo z verskim, ampak tudi narodnoobrambnim delovanjem.